# Arrondissement Châteaubriant-Ancenis
Das Arrondissement Châteaubriant-Ancenis ist eine am 1. Januar 2017 neu gegründete Verwaltungseinheit im Département Loire-Atlantique in der französischen Region Pays de la Loire. Unterpräfektur ist Châteaubriant. Sie besteht hauptsächlich aus den ehemaligen Arrondissements Ancenis und Châteaubriant.
Im Arrondissement liegen sieben Wahlkreise (Kantone) und 76 Gemeinden.

## Wahlkreise
- Kanton Blain (mit 3 von 14 Gemeinden)
- Kanton Châteaubriant
- Kanton Guémené-Penfao
- Kanton La Chapelle-sur-Erdre (mit 5 von 6 Gemeinden)
- Kanton Nort-sur-Erdre
- Kanton Pontchâteau (mit 4 von 13 Gemeinden)

## Gemeinden
Die Gemeinden des Arrondissements Châteaubriant-Ancenis sind:
| 1. Abbaretz (44001)              | 2. Ancenis-Saint-Géréon (44003)       | 3. Avessac (44007)                   | 4. Blain (44015)                      |
| 5. Bouvron (44023)               | 6. Casson (44027)                     | 7. Châteaubriant (44036)             | 8. Conquereuil (44044)                |
| 9. Couffé (44048)                | 10. Derval (44051)                    | 11. Erbray (44054)                   | 12. Fay-de-Bretagne (44056)           |
| 13. Fégréac (44057)              | 14. Fercé (44058)                     | 15. Grand-Auverné (44065)            | 16. Grandchamps-des-Fontaines (44066) |
| 17. Guémené-Penfao (44067)       | 18. Héric (44073)                     | 19. Issé (44075)                     | 20. Jans (44076)                      |
| 21. Joué-sur-Erdre (44077)       | 22. Juigné-des-Moutiers (44078)       | 23. La Chapelle-Glain (44031)        | 24. La Chevallerais (44221)           |
| 25. La Grigonnais (44224)        | 26. La Meilleraye-de-Bretagne (44095) | 27. La Roche-Blanche (44222)         | 28. Le Cellier (44028)                |
| 29. Le Gâvre (44062)             | 30. Le Pin (44124)                    | 31. Les Touches (44205)              | 32. Ligné (44082)                     |
| 33. Loireauxence (44213)         | 34. Louisfert (44085)                 | 35. Lusanger (44086)                 | 36. Marsac-sur-Don (44091)            |
| 37. Massérac (44092)             | 38. Mésanger (44096)                  | 39. Moisdon-la-Rivière (44099)       | 40. Montrelais (44104)                |
| 41. Mouais (44105)               | 42. Mouzeil (44107)                   | 43. Nort-sur-Erdre (44110)           | 44. Notre-Dame-des-Landes (44111)     |
| 45. Noyal-sur-Brutz (44112)      | 46. Nozay (44113)                     | 47. Oudon (44115)                    | 48. Pannecé (44118)                   |
| 49. Petit-Auverné (44121)        | 50. Petit-Mars (44122)                | 51. Pierric (44123)                  | 52. Plessé (44128)                    |
| 53. Pouillé-les-Côteaux (44134)  | 54. Puceul (44138)                    | 55. Riaillé (44144)                  | 56. Rougé (44146)                     |
| 57. Ruffigné (44148)             | 58. Saffré (44149)                    | 59. Saint-Aubin-des-Châteaux (44153) | 60. Saint-Julien-de-Vouvantes (44170) |
| 61. Saint-Mars-du-Désert (44179) | 62. Saint-Nicolas-de-Redon (44185)    | 63. Saint-Vincent-des-Landes (44193) | 64. Sion-les-Mines (44197)            |
| 65. Soudan (44199)               | 66. Soulvache (44200)                 | 67. Sucé-sur-Erdre (44201)           | 68. Teillé (44202)                    |
| 69. Trans-sur-Erdre (44207)      | 70. Treffieux (44208)                 | 71. Treillières (44209)              | 72. Vair-sur-Loire (44163)            |
| 73. Vallons-de-l’Erdre           | 74. Vay (44214)                       | 75. Vigneux-de-Bretagne (44217)      | 76. Villepot (44218)                  |

## Neuordnung der Arrondissements 2017

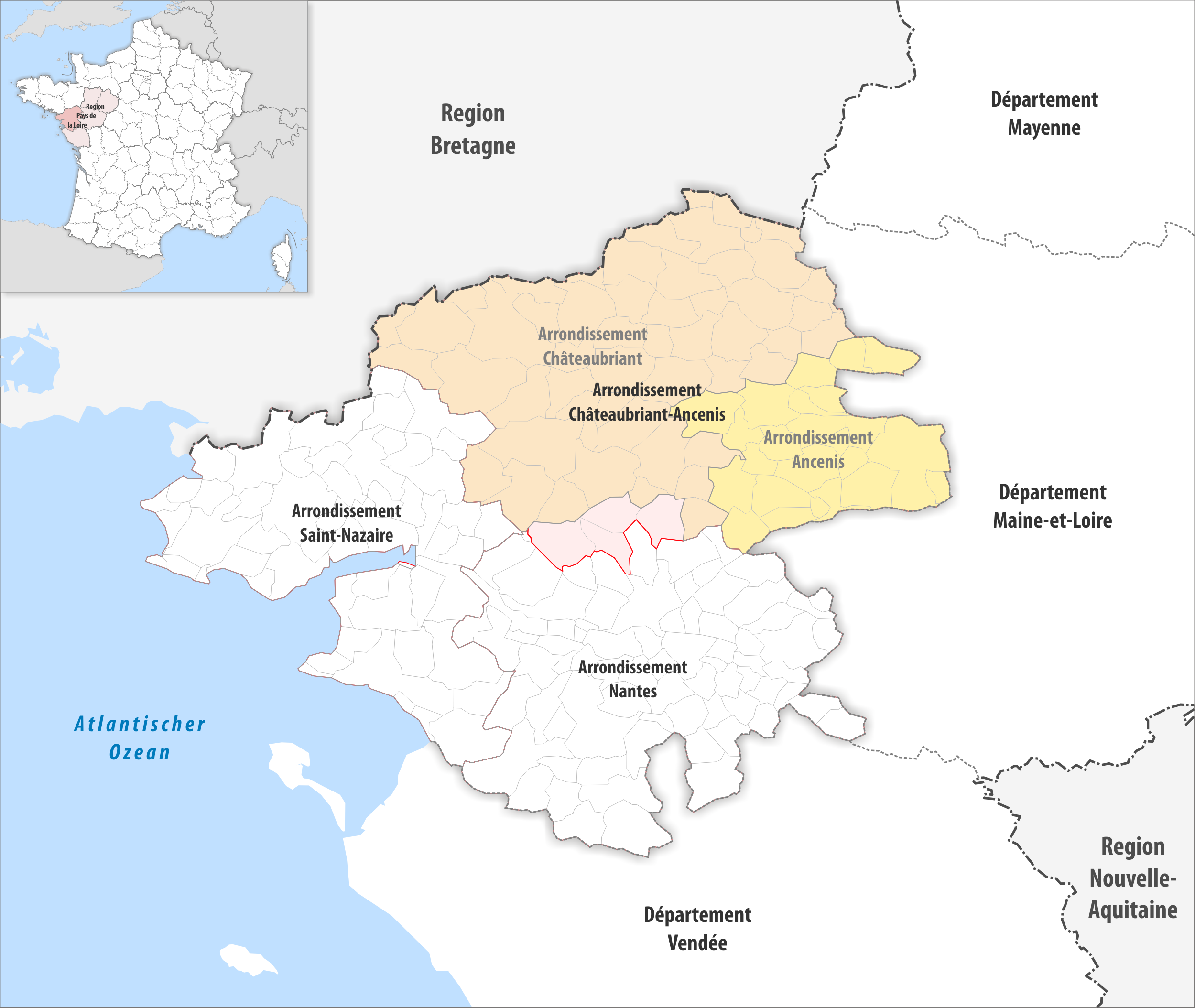
Arrondissementsanpassungen im Jahr 2017

Durch die Neuordnung der Arrondissements im Jahr 2017 wurde aus den ehemaligen Arrondissements Ancenis und Châteaubriant und den vier Gemeinden Grandchamps-des-Fontaines, Sucé-sur-Erdre, Treillières und Vigneux-de-Bretagne aus dem Arrondissement Nantes das neue Arrondissement Châteaubriant-Ancenis gebildet.

## Ehemalige Gemeinden seit 2015
bis 2018: Ancenis, Saint-Géréon
bis 2017: Bonnœuvre, Maumusson, Saint-Mars-la-Jaille, Saint-Sulpice-des-Landes, Vritz
bis 2015: Anetz, Belligné, La Chapelle-Saint-Sauveur, La Rouxière, Le Fresne-sur-Loire, Saint-Herblon, Varades